# Compile
Compile Corporation (株式会社コンパイル Kabushikigaisha Konpairu?) fue un desarrollador japonés de videojuegos, más notable por haber desarrollado la serie Puyo Puyo, una franquicia derivada de la serie Madō Monogatari. El 6 de noviembre de 2003, la empresa se declaró en quiebra. Como resultado, el personal clave se mudó a Compile Heart, el sucesor espiritual de la compañía, mientras que el personal de Matamarcianos se mudó a MileStone Inc. Compile Heart está utilizando actualmente la marca registrada de Compile como una etiqueta de marca para promover productos y juegos basados en las propiedades de Compile. A partir de 2010, Compile Heart celebró un acuerdo de licencia con D4 Enterprise para crear nuevos videojuegos basados en franquicias de propiedades de Compile. Esto no afecta los derechos de la serie Puyo Puyo, los que actualmente son propiedad de Sega.
En abril de 2016, Niitani comenzó una nueva compañía sucesora para Compile, COMPILE⁠◯. La compañía lanzó el juego Nyoki Nyoki: Tabidachi Hen para Nintendo 3DS en Nintendo eShop con un lanzamiento programado para Nintendo Switch.[cita requerida]

## Puyo Puyo
Compile estrenó su título más exitoso, Puyo Puyo, en la computadora MSX en 1991. Puyo Puyo es un juego de rompecabezas de bloques similares al Tetris (1984). El objetivo del juego es crear grupos de cuatro o más "Puyos" del mismo color que caen desde la parte superior de la pantalla. Este concepto simple pero adictivo se amplió en una serie de secuelas en el transcurso de dos décadas. 
Puyo Puyo llegó a Norteamérica y a la región PAL en forma alterada gráficamente bajo el título de Dr. Robotnik's Mean Bean Machine  para Mega Drive/Genesis, así como con Kirby's Avalanche en Norteamérica y Kirby's Ghost Trap en la región PAL para la SNES. 
Como parte de la reestructuración de Compile en 1998, los derechos de Puyo Puyo se vendieron a Sega, pero el derecho de franquicia de Compile permanecerían hasta su bancarrota en 2002, lo que le permitiría a Sega publicar Puyo Puyo~n y Puyo Puyo Box. Más tarde, los juegos de Puyo Puyo fueron desarrollados por Sonic Team, quien creó Puyo Pop Fever. 

## Matamarcianos
Hasta 1993, Compile centró gran parte de sus esfuerzos de desarrollo en el género Matamarcianos. En la década de 1990, algunos miembros del personal de Compile dejaron la compañía para trabajar para otra compañía de desarrollo de videojuegos, 8ing/Raizing (est. 1993). Allí contribuyeron a juegos como Mahou Daisakusen (1993) y Battle Garegga (1996). 
Algunos empleados que se quedaron con Compile hasta su disolución, incorporándose como MileStone Inc. en abril de 2003, continuando con el desarrollo de nuevos Matamarcianos. 
Algunos de los juegos Matamarcianos de Compile incluyen: 

### Zanac
Lanzado por primera vez en la computadora MSX en 1986, Zanac combinó la acción rápida con un sistema de inteligencia artificial, que cambia según su estilo de juego. Zanac recibió una verdadera secuela, Zanac EX y un port para la NES. También hubo una parodia de Zanac llamada Gun * Nac, lanzada por Nexoft para la NES en 1991. Al igual que los juegos de Parodius de Konami, Gun-Nac aportó humor al juego del original al reemplazar a los enemigos con conejos que arrojan zanahorias y dejar que el jugador compre armas en una tienda de comida rápida al final de cada etapa. En 2001, Compile lanzó una versión actualizada para PlayStation titulada Zanac X Zanac, que incluía una secuela original titulada Zanac Neo. 

### Aleste
Aleste se lanzó por primera vez en el MSX2 y luego fue portado al Sega Master System. También se lanzó una secuela, Aleste 2, para el MSX2. Musha Aleste (titulada MUSHA en los EE. UU.) se lanzó en Mega Drive en 1990. El juego tiene lugar en un entorno futurista japonés único. Super Aleste salió en 1992 para el Super Famicom y fue retitulado Space Megaforce en América del Norte. Aleste ahora está disponible en teléfonos celulares, cortesía de Aiky. 

### Gunhed
Gunhed (retitulado Blazing Lazers para América del Norte) fue lanzado en 1989 y se convirtió en una obra maestra para la consola PC Engine de NEC. 

### Spriggan
Desarrollado en conjunto por Compile y Naxat Soft bajo la etiqueta común Nazac, Seirei Senshi Spriggan y Spriggan Mark 2 se lanzaron respectivamente en 1991 y 1992 para el PC Engine CD-ROM.

## Juegos desarrollados
Los juegos marcados con una daga son conversiones de una versión preexistente de un juego en lugar de ser desarrollado de forma nativa. 

### Como Programmers-3 Inc.
| Título                           | Distribuidor | Plataforma   | Fecha de lanzamiento    | JP | NA | Notas |
| -------------------------------- | ------------ | ------------ | ----------------------- | -- | -- | --- |
| A.E.                             | Brøderbund   | Apple II     | 16 de diciembre de 1982 | No | Sí | |
| A.E.                             | Brøderbund   | Atari 8-bit  | 16 de diciembre de 1982 | No | Sí | |
| A.E.                             | Brøderbund   | Commodore 64 | 16 de diciembre de 1982 | No | Sí | |
| A.E.                             | Toshiba EMI  | PC-88        | 1 de abril de 1984      | Sí | No | |
| A.E.                             | Toshiba EMI  | FM-7         | 1 de mayo de 1984       | Sí | No | |
| A.E.                             | Toshiba EMI  | MSX          | 1984                    | Sí | No | |
| Borderline†                      | Sega         | SG-1000      | 15 de julio de 1983     | Sí | No | El juego fue desarrollado originalmente por Sega para salas de juego en 1981. |
| N-Sub†                           | Sega         | SG-1000      | 15 de julio de 1983     | Sí | No | El juego fue desarrollado originalmente por Sega para salas de juego en 1980. |
| Safari Hunting†                  | Sega         | SG-1000      | 1983                    | Sí | No | El juego es un port de Tranquilizer Gun, un juego arcade de Sega. |
| Crisis Mountain†                 | Comptiq      | PC-88        | 01 de agosto de 1984    | Sí | No | Este juego fue desarrollado originalmente por David Schroeder y Creative Software, publicado por Synergistic Software para Apple II, Atari 8-Bit y Commodore 64, y lanzado en 1983. |
| Mr. Robot and His Robot Factory† | Comptiq      | PC-88        | 1 de agosto de 1984     | Sí | No | Este juego fue publicado originalmente por Datamost para Atari 8-Bit, Apple II y Commodore 64.                                                                                      |
| The Heist†                       | Comptiq      | PC-88        | 1 de agosto de 1984     | Sí | No | Este juego fue publicado originalmente por Micro Fun para Apple II en 1983. |
| Hustle! Chumy                    | General      | MSX          | 1984                    | Sí | No | |
| Hustle! Chumy                    | Sega         | SG-1000      | 1984                    | Sí | No | |
| Lode Runner†                     | Sony         | MSX          | 1984                    | Sí | No | La versión original fue desarrollada para Apple II, la familia Atari de 8 bits, VIC-20, Commodore 64 e IBM PC. Fueron publicados por Brøderbund y lanzados a mediados de 1983.      |
| E.I. - Exa Innova                | Sony         | MSX          | 1984                    | Sí | No | |

### Como Compile
| Título                                                           | Distribuidor  | Plataforma              | Fecha de lanzamiento     | JP | NA | PAL | Notes |
| ---------------------------------------------------------------- | ------------- | ----------------------- | ------------------------ | -- | -- | --- | --- |
| Lunar Ball                                                       | Pony Canyon   | PC-88                   | 1 de junio de 1985       | Sí | No | No  | |
| Lunar Ball                                                       | Pony Canyon   | NES                     | 5 de diciembre de 1985   | Sí | Sí | Sí  | Esta versión fue publicada por FCI en Norteamérica en octubre de 1987 y en Europa en 1991. |
| Championship Lode Runner†                                        | Sega          | SG-1000                 | 16 de diciembre de 1985  | Sí | No | No  | Este juego fue publicado originalmente por Brøderbund para Apple II en 1983. |
| Final Justice                                                    | Pony Canyon   | MSX                     | 16 de diciembre de 1985  | Sí | No | No  | |
| Lode Runner II                                                   | Sony          | MSX                     | 16 de diciembre de 1985  | Sí | No | No  | La licencia para la serie Lode Runner era de Brøderbund. |
| Swing                                                            | Pony Canyon   | MSX                     | 16 de diciembre de 1985  | Sí | No | No  | |
| Choplifter†                                                      | Sony          | MSX                     | 16 de diciembre de 1985  | Sí | No | No  | This game was originally published by Brøderbund for the Apple II in May 1982. |
| C-So!                                                            | Pony Canyon   | MSX                     | 16 de diciembre de 1985  | Sí | No | No  | |
| C-So!                                                            | Sega          | SG-1000                 | 16 de diciembre de 1985  | Sí | No | No  | Esta versión fue un port de la versión MSX. |
| Zanac                                                            | Pony Canyon   | MSX                     | 25 de julio de 1986      | Sí | No | No  | |
| Zanac                                                            | Pony Canyon   | Famicom Disk System     | 28 de noviembre de 1986  | Sí | No | No  | FCI publicó una conversión a NES en América del Norte en octubre de 1987. |
| Zanac                                                            | Compile       | Palm OS                 | 24 de octubre de 2001    | Sí | No | No  | |
| Thexder†                                                         | Game Arts     | MSX                     | 1 de julio de 1986       | Sí | No | No  | El juego fue desarrollado y lanzado originalmente por Game Arts para PC-8801mkII SR en abril de 1985. |
| Gulkave                                                          | Pony Canyon   | MSX                     | 1986                     | Sí | No | No  | |
| Gulkave                                                          | Sega          | SG-1000                 | 1986                     | Sí | No | No  | |
| Guardic                                                          | Compile       | MSX                     | 1986                     | Sí | No | No  | |
| Champion Billiards                                               | Sega          | SG-1000                 | 1984                     | Sí | No | No  | |
| Zanac EX†                                                        | Pony Canyon   | MSX2                    | 1 de enero de 1987       | Sí | No | No  | |
| City Adventure Touch: Mystery of Triangle                        | Toho          | NES                     | 14 de marzo de 1987      | Sí | No | No  | |
| Legacy of the Wizard†                                            | Namco         | NES                     | 17 de julio de 1987      | Sí | Sí | Sí  | Este juego fue desarrollado, publicado y lanzado originalmente por Nihon Falcom para MSX el 9 de julio de 1987. Brøderbund también publicó y lanzó este juego en Norteamérica en abril de 1989.           |
| Romancia: Dragon Slayer Jr.†                                     | Tokyo Shoseki | NES                     | 30 de octubre de 1987    | Sí | No | No  | Este juego fue desarrollado, publicado y lanzado originalmente por Nihon Falcom para PC-8801 en 1986. |
| Parlour Games                                                    | Sega          | Master System           | 1987                     | Sí | Sí | Sí  | |
| Golvellius                                                       | Compile       | MSX                     | 1987                     | Sí | No | No  | |
| Golvellius                                                       | Sega          | Master System           | 14 de agosto de 1988     | Sí | Sí | Sí  | |
| Jagur-5: Golden Triangle                                         | Hudson Soft   | MSX                     | 1987                     | Sí | No | No  | |
| Ghostbusters†                                                    | Sega          | Master System           | 1987                     | No | Sí | Sí  | Este juego está basado en las películas de GhostBusters. |
| The Guardian Legend                                              | Irem          | NES                     | 5 de febrero de 1988     | Sí | Sí | Sí  | Este juego fue publicado y lanzado en Norteamérica por Brøderbund en abril de 1989. |
| Aleste                                                           | Sega          | Master System           | 29 de febrero de 1988    | Sí | Sí | Sí  | |
| Aleste                                                           | Compile       | MSX                     | 23 de julio de 1988      | Sí | No | No  | |
| Disc Station #0                                                  | Compile       | MSX                     | 1 de julio de 1988       | Sí | No | No  | |
| Tombs & Treasure                                                 | Tokyo Shoseki | NES                     | 3 de agosto de 1988      | Sí | Sí | Sí  | Este juego fue desarrollado, publicado y lanzado originalmente por Nihon Falcom para PC-8801 en octubre de 1986. Este juego también fue publicado y lanzado en Norteamérica por Infocom en junio de 1991. |
| Alien Crush                                                      | Naxat Soft    | Turbografx-16           | 14 de septiembre de 1988 | Sí | Sí | No  | Este juego fue publicado en Norteamérica por NEC el 29 de agosto de 1989. |
| R-Type†                                                          | Sega          | Master System           | 01 de agosto de 1988     | Sí | Sí | Sí  | Este juego fue desarrollado, publicado y lanzado originalmente por Irem en Arcades en julio de 1987. |
| Disc Station #1                                                  | Compile       | MSX                     | julio de 1988            | Sí | No | No  | |
| Godzilla: Monster of Monsters                                    | Toho          | NES                     | 09 de diciembre de 1988  | Sí | Sí | Sí  | Este juego está basado en las películas de Godzilla. |
| Xevious: Fardraut Saga                                           | Namco         | MSX                     | 29 de junio de 1990      | Sí | No | No  | |
| Xevious: Fardraut Saga                                           | Namco         | TurboGrafx-16           | 29 de junio de 1990      | Sí | No | No  | |
| Disc Station #2                                                  | Compile       | MSX                     | 1988                     | Sí | No | No  | |
| Randar no Bouken                                                 | Kemsx         | MSX                     | 16 de diciembre de 1988  | Sí | No | No  | |
| Disc Station Special: Spring Edition                             | Compile       | MSX                     | 8 de marzo de 1989       | Sí | No | No  | |
| Disc Station Special: Summer Edition                             | Compile       | MSX                     | 1 de mayo de 1989        | Sí | No | No  | |
| Blazing Lazers                                                   | Hudson Soft   | TurboGrafx-16           | 07 de julio de 1989      | Sí | Sí | No  | Este juego está basado en la película Gunhed. Este juego también fue publicado en Norteamérica por NEC el 29 de agosto de 1989.                                                                           |
| Disc Station Special: Autumn Edition                             | Compile       | MSX                     | 08 de septiembre de 1989 | Sí | No | No  | |
| Disc Station Special: Christmas Edition                          | Compile       | MSX                     | 10 de diciembre de 1989  | Sí | No | No  | Madou Monogatari Episode II: Carbuncle está integrado en este software |
| Casino Games                                                     | Sega          | Master System           | 1989                     | No | Sí | Sí  | |
| Aleste Gaiden                                                    | Compile       | MSX                     | 1989                     | Sí | No | No  | |
| Aleste 2                                                         | Compile       | MSX                     | 1989                     | Sí | No | No  | |
| Rune Master                                                      | Compile       | MSX                     | 1989                     | Sí | No | No  | |
| Randar II: Revenge of Death                                      | Compile       | MSX                     | 1989                     | Sí | No | No  | |
| Disc Station #3                                                  | Compile       | MSX                     | 1989                     | Sí | No | No  | |
| Disc Station #4                                                  | Compile       | MSX                     | 1989                     | Sí | No | No  | |
| Disc Station #5                                                  | Compile       | MSX                     | 1989                     | Sí | No | No  | |
| Disc Station #6                                                  | Compile       | MSX                     | 1989                     | Sí | No | No  | |
| Disc Station #7                                                  | Compile       | MSX                     | 1989                     | Sí | No | No  | |
| Disc Station #8                                                  | Compile       | MSX                     | 1 de enero de 1990       | Sí | No | No  | |
| Disc Station #9                                                  | Compile       | MSX                     | 1 de febrero de 1990     | Sí | No | No  | |
| Disc Station #10                                                 | Compile       | MSX                     | 1 de marzo de 1990       | Sí | No | No  | |
| Disc Station #11                                                 | Compile       | MSX                     | 1 de abril de 1990       | Sí | No | No  | |
| Disc Station #12                                                 | Compile       | MSX                     | 1 de mayo de 1990        | Sí | No | No  | |
| Madō Monogatari 1-2-3                                            | Compile       | MSX                     | 15 de junio de 1990      | Sí | No | No  | |
| Madō Monogatari 1-2-3                                            | Compile       | PC-8801                 | 23 de noviembre de 1991  | Sí | No | No  | |
| Madō Monogatari 1-2-3                                            | Sega          | Game Gear               | 3 de diciembre de 1993   | Sí | No | No  | Esta versión es una nueva versión de la primera parte de 1-2-3. Fue retitulado a Madō Monogatari I: Mittsu no Madō-kyū.                                                                                   |
| Madō Monogatari 1-2-3                                            | Sega          | Game Gear               | 20 de mayo de 1994       | Sí | No | No  | Esta versión es una nueva versión de la segunda parte de 1-2-3. Fue retitulado a Madō Monogatari II: Arle 16-Sai.                                                                                         |
| Madō Monogatari 1-2-3                                            | Sega          | Game Gear               | 30 de diciembre de 1994  | Sí | No | No  | Esta versión es una nueva versión de la tercera parte de 1-2-3. Fue retitulado a Madō Monogatari III: Kyūkyoku Joō-sama.                                                                                  |
| Madō Monogatari 1-2-3                                            | Compile       | Sega Genesis            | 22 de marzo de 1996      | Sí | No | No  | Esta versión es una nueva versión de la primera parte de 1-2-3. Fue retitulado a Madō Monogatari I. |
| Madō Monogatari 1-2-3                                            | Compile       | PC Engine CD-ROM²       | 13 de diciembre de 1996  | Sí | No | No  | This version is a remake of the first part of 1-2-3. It was re-titled Madō Monogatari I: Honoo No Sotsuenji.                                                                                              |
| Ghostbusters                                                     | Sega          | Sega Genesis            | 29 de junio de 1990      | Sí | Sí | Sí  | Este juego está basado en las películas de GhostBusters. |
| Disc Station #13                                                 | Compile       | MSX                     | 1 de junio de 1990       | Sí | No | No  | |
| Devil's Crush                                                    | Naxat Soft    | TurboGrafx-16           | 20 de julio de 1990      | Sí | Sí | No  | Este juego fue publicado en Norteamérica por NEC en 1990. |
| Disc Station #14                                                 | Compile       | MSX                     | 1 de julio de 1990       | Sí | No | No  | |
| Disc Station #15                                                 | Compile       | MSX                     | 1 de agosto de 1990      | Sí | No | No  | |
| Disc Station #16                                                 | Compile       | MSX                     | 1 de septiembre de 1990  | Sí | No | No  | |
| Gun-Nac                                                          | Tonkin House  | NES                     | 5 de octubre de 1990     | Sí | No | No  | Este juego fue publicado en Norteamérica por ASCII en septiembre de 1991. |
| Cyber Knight                                                     | Tonkin House  | TurboGrafx-16           | 12 de octubre de 1990    | Sí | No | No  | |
| Godzilla                                                         | Toho          | Game Boy                | 1 de octubre de 1990     | Sí | Sí | Sí  | |
| Disc Station #17                                                 | Compile       | MSX                     | 1 de octubre de 1990     | Sí | No | No  | |
| Disc Station #18                                                 | Compile       | MSX                     | 1 de noviembre de 1990   | Sí | No | No  | |
| M.U.S.H.A.                                                       | Toaplan       | Sega Genesis            | 21 de diciembre de 1990  | Sí | Sí | No  | Este juego fue publicado en América del Norte por Seismic en 1991. |
| Columns†                                                         | Telenet Japan | MSX                     | 25 de diciembre de 1990  | Sí | No | No  | Este juego fue desarrollado originalmente por Jay Geertson y portado a través de varias plataformas informáticas.                                                                                         |
| Disc Station #19                                                 | Compile       | MSX                     | diciembre de 1990        | Sí | No | No  | |
| Rune Master II                                                   | Compile       | MSX                     | 1990                     | Sí | No | No  | |
| Randar no Bouken III: Yami ni Miserareta Majutsushi              | Compile       | MSX                     | 1990                     | Sí | No | No  | |
| Disc Station #20                                                 | Compile       | MSX                     | enero de 1991            | Sí | No | No  | |
| Disc Station #21                                                 | Compile       | MSX                     | febrero de 1991          | Sí | No | No  | |
| Disc Station #22                                                 | Compile       | MSX                     | marzo de 1991            | Sí | No | No  | |
| Gorby no Pipeline Daisakusen                                     | Compile       | FM Towns                | 12 de abril de 1991      | Sí | No | No  | |
| Gorby no Pipeline Daisakusen                                     | Compile       | MSX                     | 12 de abril de 1991      | Sí | No | No  | |
| Gorby no Pipeline Daisakusen                                     | Tokuma Shoten | NES                     | 12 de abril de 1991      | Sí | No | No  | |
| Disc Station #23                                                 | Compile       | MSX                     | abril de 1991            | Sí | No | No  | |
| Disc Station #24                                                 | Compile       | MSX                     | mayo de 1991             | Sí | No | No  | |
| Disc Station #25                                                 | Compile       | MSX                     | junio de 1991            | Sí | No | No  | |
| Seirei Senshi Spriggan                                           | Naxat Soft    | PC Engine CD-ROM²       | 12 de julio de 1991      | Sí | No | No  | |
| Disc Station #26                                                 | Compile       | MSX                     | julio de 1991            | Sí | No | No  | |
| Disc Station #27                                                 | Compile       | MSX                     | agosto de 1991           | Sí | No | No  | |
| Disc Station #28                                                 | Compile       | MSX                     | septiembre de 1991       | Sí | No | No  | |
| Puyo Puyo                                                        | Compile       | MSX                     | 25 de octubre de 1991    | Sí | No | No  | |
| Puyo Puyo                                                        | Tokuma Shoten | Famicom Disk System     | 25 de octubre de 1991    | Sí | No | No  | |
| Puyo Puyo                                                        | Tokuma Shoten | NES                     | 23 de octubre de 1993    | Sí | No | No  | |
| Disc Station #29                                                 | Compile       | MSX                     | octubre de 1991          | Sí | No | No  | |
| Disc Station #30                                                 | Compile       | MSX                     | noviembre de 1991        | Sí | No | No  | |
| GG Aleste                                                        | Compile       | Game Gear               | 29 de diciembre de 1991  | Sí | No | No  | |
| Disc Station #31                                                 | Compile       | MSX                     | diciembre de 1991        | Sí | No | No  | |
| The Laughing Salesman                                            | Compile       | MSX2                    | 1991                     | Sí | No | No  | Este juego está basado en The Laughing Salesman de Fujiko Fujio A. |
| The Laughing Salesman                                            | Compile       | PC-9801                 | 1991                     | Sí | No | No  | Este juego está basado en The Laughing Salesman de Fujiko Fujio A. |
| Dragon Quiz                                                      | Compile       | MSX                     | 1991                     | Sí | No | No  | |
| Rune Master: War among Three Empires                             | Compile       | MSX                     | 1991                     | Sí | No | No  | |
| Disc Station #32                                                 | Compile       | MSX                     | 1 de enero de 1992       | Sí | No | No  | |
| Super Aleste                                                     | Toho          | SNES                    | 28 de abril de 1992      | Sí | Sí | Sí  | |
| Spriggan Mark 2                                                  | Naxat Soft    | PC Engine Super CD-ROM² | 01 de mayo de 1992       | Sí | No | No  | |
| Shiki Oni no Koku: Chūgokuhen – Daiisshō                         | Compile       | PC-98                   | 22 de julio de 1992      | Sí | No | No  | |
| Shiki Oni no Koku: Chūgokuhen – Dainishō                         | Compile       | PC-98                   | 29 de agosto de 1992     | Sí | No | No  | |
| Shiki Oni no Koku: Chūgokuhen – Daisanshō                        | Compile       | PC-98                   | 18 de septiembre de 1992 | Sí | No | No  | |
| Shiki Oni no Koku: Chūgokuhen – Daiyonshō                        | Compile       | PC-98                   | 20 de octubre de 1992    | Sí | No | No  | |
| Puyo Puyo                                                        | Sega          | Arcade                  | 1 de octubre de 1992     | Sí | No | No  | |
| Puyo Puyo                                                        | Sega          | Sega Genesis            | 18 de diciembre de 1992  | Sí | Sí | Sí  | Esta versión fue rehecha y relanzada en algunos otros países como Dr. Robotnik's Mean Bean Machine por Sega el 26 de noviembre de 1993.                                                                   |
| Puyo Puyo                                                        | Sega          | Game Gear               | 19 de marzo de 1993      | Sí | Sí | Sí  | Esta versión fue rehecha y relanzada en algunos otros países como Dr. Robotnik's Mean Bean Machine por Sega el 26 de noviembre de 1993.                                                                   |
| Puyo Puyo                                                        | Compile       | PC-98                   | 19 de marzo de 1993      | Sí | No | No  | |
| Puyo Puyo                                                        | Banpresto     | SNES                    | 10 de diciembre de 1993  | Sí | Sí | Sí  | Lanzado como Super Puyo Puyo. Esta versión también fue rehecha y relanzada en algunos otros países como Kirby's Avalanche por Nintendo el 1 de febrero de 1995.                                           |
| Puyo Puyo                                                        | SPS           | X68000                  | 25 de marzo de 1994      | Sí | No | No  | |
| Puyo Puyo                                                        | Banpresto     | Game Boy                | 25 de julio de 1994      | Sí | No | No  | Esta versión fue desarrollada conjuntamente por Winkysoft. |
| Puyo Puyo                                                        | Bothtec       | PC-98                   | 28 de mayo de 1995       | Sí | No | No  | Relanzado como Puyo Puyo for Windows. |
| Puyo Puyo                                                        | Bothtec       | Microsoft Windows       | 2 de agosto de 1996      | Sí | No | No  | Relanzado como Puyo Puyo for Windows 95. |
| Puyo Puyo                                                        | Bothtec       | Macintosh               | 28 de diciembre de 1996  | Sí | No | No  | |
| Robo Aleste                                                      | Compile       | Sega CD                 | 27 de noviembre de 1992  | Sí | Sí | Sí  | El juego fue publicado y lanzado en Norteamérica por Tengen en 1993. |
| Jaki Crush                                                       | Naxat Soft    | SNES                    | 18 de diciembre de 1992  | Sí | No | No  | |
| Disc Saga: Iraisha wa Monster?                                   | Compile       | PC-98                   | 16 de diciembre de 1992  | Sí | No | No  | |
| Disc Saga: Yukemuri ni Kieta Bijotachi Yume no Naka e Rendezvous | Compile       | PC-98                   | 16 de diciembre de 1992  | Sí | No | No  | |
| Disc Saga: Nagisa no Baka Taishō                                 | Compile       | PC-98                   | 16 de diciembre de 1992  | Sí | No | No  | |
| Nazo Puyo                                                        | Sega          | Game Gear               | 23 de julio de 1993      | Sí | No | No  | |
| The Laughing Salesman                                            | Sega          | Sega CD                 | 17 de septiembre de 1993 | Sí | No | No  | Este juego está basado en The Laughing Salesman de Fujiko Fujio A. |
| Power Strike II                                                  | Sega          | Master System           | 1 de septiembre de 1993  | No | No | Sí  | |
| GG Aleste II                                                     | Sega          | Game Gear               | 1 de octubre de 1993     | Sí | No | Sí  | |
| Disc Station Vol. 1                                              | Compile       | PC-98                   | 6 de octubre de 1993     | Sí | No | No  | |
| Sylphia                                                          | Tonkin House  | PC Engine Super CD-ROM² | 22 de octubre de 1993    | Sí | No | No  | |
| Madou Monogatari A.R.S                                           | Compile       | PC-98                   | 10 de diciembre de 1993  | Sí | No | No  | |
| Madou Monogatari A.R.S                                           | Compile       | Game Gear               | 24 de noviembre de 1995  | Sí | No | No  | Esta versión es una nueva versión de la primera parte de A.R.S. Fue relanzado como Madō Monogatari A: Dokidoki Vacation.                                                                                  |
| Nazo Puyo 2                                                      | Sega          | Game Gear               | 10 de diciembre de 1993  | Sí | No | No  | |
| Disc Station Vol. 2                                              | Compile       | PC-98                   | 13 de enero de 1994      | Sí | No | No  | |
| Disc Station Vol. 3                                              | Compile       | PC-98                   | 15 de julio de 1994      | Sí | No | No  | Contiene Madō Monogatari: Michikusa Ibun. |
| Nazo Puyo: Arle no Roux                                          | Sega          | Game Gear               | 29 de julio de 1994      | Sí | No | No  | |
| Puyo Puyo Tsu                                                    | Compile       | Arcade                  | 1 de septiembre de 1994  | Sí | No | No  | |
| Puyo Puyo Tsu                                                    | Compile       | Sega Genesis            | 2 de diciembre de 1994   | Sí | No | No  | |
| Puyo Puyo Tsu                                                    | Compile       | Game Gear               | 16 de diciembre de 1994  | Sí | No | No  | |
| Puyo Puyo Tsu                                                    | Compile       | PC-9801                 | 27 de octubre de 1995    | Sí | No | No  | |
| Puyo Puyo Tsu                                                    | Compile       | Sega Saturn             | 27 de octubre de 1995    | Sí | No | No  | Esta versión fue desarrollada conjuntamente por Bits Laboratory. |
| Puyo Puyo Tsu                                                    | Compile       | SNES                    | 16 de diciembre de 2852  | Sí | No | No  | Relanzado como Super Puyo Puyo Tsu. |
| Puyo Puyo Tsu                                                    | Compile       | PC Engine CD-ROM²       | 08 de diciembre de 1995  | Sí | No | No  | Esta versión fue desarrollada conjuntamente por Goo! y lanzado como Puyo Puyo CD Tsu. |
| Puyo Puyo Tsu                                                    | Compile       | Windows 95              | 15 de noviembre de 1996  | Sí | No | No  | |
| Puyo Puyo Tsu                                                    | Compile       | PlayStation             | 15 de noviembre de 1996  | Sí | No | No  | Relanzado como Puyo Puyo Tsu Ketteiban. |
| Puyo Puyo Tsu                                                    | Compile       | Game Boy                | 13 de diciembre de 1996  | Sí | No | No  | |
| Puyo Puyo Tsu                                                    | Bandai        | WonderSwan              | 11 de marzo de 1999      | Sí | No | No  | Sega tenía la propiedad de Puyo Puyo en el momento de este puerto. |
| Puyo Puyo Tsu                                                    | SNK           | Neo Geo Pocket Color    | 22 de julio de 1999      | Sí | Sí | Sí  | Sega tenía la propiedad de Puyo Puyo en el momento de este puerto. |
| Disc Station Vol. 4                                              | Compile       | PC-98                   | 07 de octubre de 1994    | Sí | No | No  | Contiene Gensei Fūkyō Den. |
| Nazo Puyo                                                        | Compile       | PC-98                   | 11 de noviembre de 1994  | Sí | No | No  | |
| Gensei Kitan: Disc Saga III                                      | Compile       | PC-98                   | 4 de enero de 1995       | Sí | No | No  | |
| Disc Station Vol. 5                                              | Compile       | PC-98                   | 9 de enero de 1995       | Sí | No | No  | |
| Gensei Kitan                                                     | Compile       | PC-98                   | 1 de abril de 1995       | Sí | No | No  | |
| Disc Station Vol. 6                                              | Compile       | PC-98                   | 7 de abril de 1995       | Sí | No | No  | |
| Super Nazo Puyo: Rulue no Roux                                   | Banpresto     | SNES                    | 26 de mayo de 1995       | Sí | No | No  | |
| Disc Station Vol. 7                                              | Compile       | PC-98                   | 7 de julio de 1995       | Sí | No | No  | Contiene Wind's Seed. |
| Disc Station Vol. 8                                              | Compile       | PC-98                   | 06 de octubre de 1995    | Sí | No | No  | |
| Disc Station Vol. 9                                              | Compile       | PC-98                   | 9 de enero de 1996       | Sí | No | No  | |
| Madō Monogatari: Hanamaru Daiyōchienji                           | Tokuma Shoten | SNES                    | 12 de enero de 1996      | Sí | No | No  | |
| Shadowrun                                                        | Compile       | Sega CD                 | 23 de febrero de 1996    | Sí | No | No  | |
| Disc Station Vol. 10                                             | Compile       | PC-98                   | 5 de abril de 1996       | Sí | No | No  | Contiene Rude Breaker. |
| Super Nazo Puyo 2: Rulue no Tetsuwan Hanjouki                    | Compile       | SNES                    | 26 de julio de 1996      | Sí | No | No  | |
| Disc Station Vol. 11                                             | Compile       | PC-98                   | 16 de diciembre de 1953  | Sí | No | No  | |
| Disc Station Vol. 12                                             | Compile       | Microsoft Windows       | 05 de julio de 1996      | Sí | No | No  | |
| Puyo Puyo SUN                                                    | Compile       | Arcade                  | 1 de diciembre de 1996   | Sí | No | No  | |
| Puyo Puyo SUN                                                    | Compile       | Sega Saturn             | 14 de febrero de 1997    | Sí | No | No  | |
| Puyo Puyo SUN                                                    | Compile       | Nintendo 64             | 31 de octubre de 1997    | Sí | No | No  | |
| Puyo Puyo SUN                                                    | Compile       | PlayStation             | 27 de noviembre de 1997  | Sí | No | No  | Lanzado como Puyo Puyo Sun Ketteiban. |
| Puyo Puyo SUN                                                    | Compile       | Microsoft Windows       | 17 de abril de 1998      | Sí | No | No  | |
| Puyo Puyo SUN                                                    | Compile       | Game Boy Color          | 27 de noviembre de 1998  | Sí | No | No  | Sega tenía la propiedad de Puyo Puyo en el momento de este puerto. |
| Disc Station Vol. 13                                             | Compile       | Microsoft Windows       | 6 de diciembre de 1996   | Sí | No | No  | |
| Disc Station Vol. 14                                             | Compile       | Microsoft Windows       | 6 de marzo de 1997       | Sí | No | No  | |
| Disc Station Vol. 15                                             | Compile       | Microsoft Windows       | 6 de junio de 1997       | Sí | No | No  | Contiene Tales of the Float Land. |
| Disc Station Vol. 16                                             | Compile       | Microsoft Windows       | 6 de septiembre de 1997  | Sí | No | No  | |
| DiscStation Bessatsu i miss you.                                 | Compile       | Sega Saturn             | 30 de octubre de 1997    | Sí | No | No  | |
| Disc Station Vol. 17                                             | Compile       | Microsoft Windows       | 6 de diciembre de 1997   | Sí | No | No  | |
| Disc Station Vol. 18                                             | Compile       | Microsoft Windows       | 6 de marzo de 1998       | Sí | No | No  | |
| Waku Waku Puyo Puyo Dungeon                                      | Compile       | Sega Saturn             | 2 de abril de 1998       | Sí | No | No  | |
| Waku Waku Puyo Puyo Dungeon                                      | Compile       | PlayStation             | 8 de marzo de 1999       | Sí | No | No  | Lanzado como Waku Waku Puyo Puyo Dungeon Ketteiban. Sega tenía la propiedad de Puyo Puyo en el momento de este puerto.                                                                                    |
| Disc Station Vol. 19                                             | Compile       | Microsoft Windows       | 6 de julio de 1998       | Sí | No | No  | Contiene Mystic Arts. |
| Madou Monogatari                                                 | Compile       | Sega Saturn             | 23 de julio de 1998      | Sí | No | No  | Este es el primer juego que reconoce la propiedad de Sega de los personajes de Puyo Puyo. |
| Disc Station Vol. 20                                             | Compile       | Microsoft Windows       | 6 de septiembre de 1998  | Sí | No | No  | Contiene Comet Summoner. |
| Disc Station Vol. 21                                             | Compile       | Microsoft Windows       | 6 de diciembre de 1998   | Sí | No | No  | |
| Puyo Puyo~n                                                      | Sega          | Dreamcast               | 4 de marzo de 1999       | Sí | No | No  | |
| Puyo Puyo~n                                                      | Compile       | Nintendo 64             | 3 de diciembre de 1999   | Sí | No | No  | |
| Puyo Puyo~n                                                      | Compile       | PlayStation             | 16 de diciembre de 1999  | Sí | No | No  | |
| Puyo Puyo~n                                                      | Compile       | Game Boy Color          | 22 de septiembre de 2000 | Sí | No | No  | |
| Disc Station Vol. 22                                             | Compile       | Microsoft Windows       | 6 de marzo de 1999       | Sí | No | No  | |
| Disc Station Vol. 23                                             | Compile       | Microsoft Windows       | 6 de junio de 1999       | Sí | No | No  | |
| Puyo Puyo Gaiden: Puyo Wars                                      | Compile       | Game Boy Color          | 27 de agosto de 1999     | Sí | No | No  | |
| Disc Station Vol. 24                                             | Compile       | Microsoft Windows       | 6 de septiembre de 1999  | Sí | No | No  | |
| Disc Station Vol. 25                                             | Compile       | Microsoft Windows       | 6 de diciembre de 1999   | Sí | No | No  | |
| Puyo Puyo DA!                                                    | Compile       | Dreamcast               | 16 de diciembre de 1999  | Sí | No | No  | |
| Puyo Puyo DA!                                                    | Compile       | Arcade                  | 26 de diciembre de 1999  | Sí | No | No  | |
| Disc Station Vol. 26                                             | Compile       | Microsoft Windows       | 6 de marzo de 2000       | Sí | No | No  | |
| Arle no Bouken: Mahou no Jewel                                   | Compile       | Game Boy Color          | 31 de marzo de 2000      | Sí | No | No  | |
| Disc Station Vol. 27                                             | Compile       | Microsoft Windows       | 6 de junio de 2000       | Sí | No | No  | |
| Wander Wonder                                                    | Compile       | Microsoft Windows       | 13 de octubre de 2000    | Sí | No | No  | |
| Puyo Puyo BOX                                                    | Compile       | PlayStation             | 21 de diciembre de 2000  | Sí | No | No  | |
| Zanac X Zanac                                                    | Compile       | PlayStation             | 29 de noviembre de 2001  | Sí | No | No  | |
| Guru Logi Champ                                                  | Compile       | Game Boy Advance        | 29 de noviembre de 2001  | Sí | No | No  | |
| Pochi and Nyaa                                                   | Taito         | Arcade                  | 24 de diciembre de 2003  | Sí | No | No  | Aiky se hizo cargo del desarrollo. |